# 쉬 캠 투 미
《쉬 캠 투 미》(영어: She Came to Me)는 2023년 개봉한 미국의 로맨틱 코미디 영화이다. 리베카 밀러가 감독과 각본을 맡았다. 제73회 베를린 국제 영화제에서 2023년 2월 16일 전 세계 최초로 상영되었으며 개막작이었다.

## 줄거리
뉴욕 작곡가 스티븐은 오페라 복귀작 영감이 떠오르지 않아 고민하던 차에 산책길에서 로맨스에 중독된 독특한 여성 카트리나를 만난다.

## 출연진
- 피터 딩클리지 - 스티븐 로뎀 역
- 앤 해서웨이 - 퍼트리샤 제섭로뎀 역
- 머리사 토메이 - 카트리나 트렌토 역
- 에번 엘리슨 - 줄리언 제섭 역
- 할로 제인 - 테레자(터리자) 시스코프스키 역
- 요안나 쿨리크 - 마그달레나 시스코프스키 역
- 브라이언 다시 제임스 - 트레이 루파 역
- 크리스 게서드 - 칼 역
- 데일 솔스 - 목시 고모 역
- 젠 폰턴 - 스티븐의 오페라 등장인물 역